# Ocell de tempesta ventreblanc
L'ocell de tempesta ventreblanc (Fregetta grallaria) és un ocell marí de la família dels oceanítids (Oceanitidae), d'hàbits pelàgics que cria dins de caus o esquerdes a les roques d'illes dels oceans meridionals, a les illes Sant Pau, Amsterdam, Kermadec, Lord Howe, Tubuai, Juan Fernández, i el grup de Tristan da Cunha. Es dispersa cap al nord fins a l'altura de Samoa, Marqueses i illes Galápagos, Brasil i Àfrica sud-occidental.

## Descripció
L'espècie es caracteritza pels patrons de color, l'estat dels tubs nasals, la forma de la cua, l'estructura de les urpes i les proporcions dels ossos de les potes. Les espècies de Fregetta tenen el plomatge negre a la part superior, blanc a la part inferior i cobertores caudals superiors blanques, el tub nasal lliure a l'extrem i cap amunt, amb mig culmen de llargada; tars amb botes al davant, la membrana interdigital negra, articulació basal del dit mitjà aplanada i urpes romes i aplanades.
El ocell de tempesta ventreblanc és un ocell petit, d'uns 18 a 20 centímetres de llargada amb una envergadura de 46–48 cm, obertures nasals en forma de dos tubs a la base de la mandíbula superior, bec negre fi, cua quadrada i patrons polimòrfics de plomatge negre, gris i blanc. Com el nom comú indica, les parts superiors són fosques i les parts inferiors són de color clar, amb moltes variacions en el plomatge observades, incloent-hi una variant majoritàriament fosca. Les potes són llargues (grallae és llatí i significa xanques) i una característica distintiva és que els dits dels peus no solen projectar-se més enllà de la cua. No s'ha observat variació en el plomatge entre sexes ni entre adults i juvenils.
Es creu que sol ser silenciós al mar i sorollós quan és al niu a terra. La veu s'ha descrit com “crits suaus i aguts, com ara pi-pi-pi-pi repetits fins a 20 vegades”.
El ocell de tempesta ventreblanc de l'hemisferi sud és una espècie pelàgica po coneguda que mostra diferències morfològiques i fases de color variades; es confon fàcilment amb espècies similars de petrells de tempesta blancs i negres.

## Distribució i hàbitat
El ocell de tempesta ventreblanc té una àmplia distribució a través dels oceans de l'hemisferi sud, inclosos els oceans Pacífic, Atlàntic i Índic, tot i que es coneixen pocs detalls de la distribució pelàgica.
Les fonts descriuen el ocell de tempesta ventreblanc com a no migratori i completament migrant, cosa que potser reflecteix el poc que es coneix o s'entén d'aquest ocell marí tan difícil de trobar. Es creu que migra una certa distància cap al nord, però no es coneixen els moviments al mar. La dispersió màxima s'ha estimat en diversos milers de km.

## Comportament
El ocell de tempesta ventreblanc és altament pelàgic, rar i no s'observa habitualment. Com a resultat, hi ha un coneixement limitat pel que respecta a comportament i ecologia. Les visites a terra són poc freqüents i es produeixen a prop de les colònies de cria. És nocturn quan està a terra.
El vol tendeix a ser pla i baix amb picoteig i immersió per alimentar-se, sortint de la superfície de l'aigua amb les potes, havent-se observat una marxa asimètrica. Se sap que s'alimenta amb altres ocells marins i segueix els vaixells.

### Cria
S'han identificat colònies de cria al grup de les illes Lord Howe (illa Roach, piràmide de Ball, illa Muttonbird i possiblement illa Blackburn), tot i que és una espècie extingida a l'illa principal de Lord Howe (Austràlia); a les illes Macauley i Curtis a les illes Kermadec (Nova Zelanda); les illes Australs (Polinèsia Francesa) i les illes Juan Fernández i Desventuradas (Xile) a l'oceà Pacífic; Tristan da Cunha i l'illa Gough (Santa Helena al Regne Unit) a l'oceà Atlàntic; i l'illa Saint-Paul (Territoris Francesos del Sud) a l'oceà Índic.
Els llocs de cria es produeixen a les illes costaneres i afloraments rocosos en colònies disperses amb nius folrats d'herba construïts en esquerdes i caus. La cria té lloc a finals d'estiu i principis de tardor, amb la posta d'ous entre gener i març, i els pollets novells es veuen des de mitjan abril fins a maig. La posta mitjana és un sol ou blanc amb taques vermelles clares, marrons o rosades. Les cries són alimentades per ambdós pares, que passen el dia al mar i tornen al niu a la nit.
Se sap poc de la vida i els temps del ocell de tempesta ventreblanc, però les extrapolacions dels congèneres postulen un temps de generació de 15,2 anys (assumint "una edat mitjana a la primera cria de 4,7 anys, una supervivència anual dels adults del 87,8% i una longevitat màxima de 30,4 anys").

### Alimentació i alimentació
S'ha identificat petits crustacis, petits calamars i halobates marins com a components de la dieta. L'alimentació es produeix lliscant per l'aigua i submergint-se per atrapar la presa prop de la superfície. Les cries són alimentades per ambdós pares amb crustacis i calamars.

## Estat de conservació
Es reconeixen deficiències significatives en les fonts de dades que informen aquestes decisions. La Llista Vermella de la UICN avalua Fregetta grallaria com a espècie de menor preocupació en funció de la mida de l'àrea de distribució, la tendència de la població i els criteris de mida de la població.
A Nova Zelanda, l'estat de conservació està en perill d'extinció a escala nacional (2013).
A Austràlia, la inclusió a la llista de la Commonwealth de F. grallaria és vulnerable. En l'àmbit nacional, a Austràlia, l'estatus de la inclusió a la Llei de protecció del medi ambient i conservació de la biodiversitat és vulnerable i requereix un pla de recuperació (2009). La inclusió a la llista reconeguda en virtut del Pla d'acció de les ONG per als ocells australians de 2010 és vulnerable. A Nova Gal·les del Sud, Austràlia, a escala estatal, F. grallaria està catalogada com a vulnerable en virtut de la Llei de conservació d'espècies amenaçades de 1995.
F. g. gallaria (mar de Tasmània) es "considera vulnerable a escala mundial". La població reproductora australiana està catalogada com a vulnerable ("poblacions petites en cinc llocs amb una amenaça futura plausible") i la població que visita el territori australià com a quasi amenaçada ("set llocs amb una amenaça futura plausible") segons el Pla d'Acció per als Ocells Australians 2010. Totes les poblacions reproductores existents són ara importants per a la supervivència a llarg termini.
La història natural dels ocells marins (longevitat, fertilitat retardada i mida petita de la posta) les fa susceptibles als canvis en el seu entorn. Es considera que l'estat dels ocells marins del món està més amenaçat i es deteriora més ràpidament que grups comparables. Les amenaces identificades inclouen la pesca comercial, la contaminació marina, la depredació per espècies exòtiques invasores, la pèrdua d'hàbitat i la pertorbació i explotació directa per part dels humans.
S'ha identificat metalls pesants, com el mercuri i el cadmi, a nivells tòxics en els ocells marins de l'illa de Gough, un lloc de cria del ocell de tempesta ventreblanc. Els plàstics ingerits són un perill reconegut i poden ser més propensos a acumular-se en els Procellariiformes per raons anatòmiques (l'entrada restringida al pedrer limita la regurgitació). Els llums artificials dels vaixells i altres confonen els ocells marins i l'ocell de tempesta ventreblanc està en risc quan torna a les zones de cria a la nit.
A Austràlia, les principals fonts d'amenaça són la pèrdua d'hàbitat i les espècies invasores, aquestes últimes introduïdes per vaixells pesquers i de transport marítim i per l'activitat terrestre, en particular el gat domèstic i la rata negra. L'impacte de les espècies invasores és una preocupació per a la cria i una potencial preocupació per a la recerca d'aliment per part de la Commonwealth i inclou una reducció de l'èxit reproductiu, la mortalitat directa i la degradació dels ecosistemes. L'extinció de l'ocell de tempesta ventreblanc a l'illa de Lord Howe s'atribueix a la introducció de la rata negra el 1918.
Les fonts identificades de "possible preocupació" inclouen el canvi climàtic, els vaixells de transport marítim, els vaixells de pesca, les activitats terrestres, el turisme, la pesca recreativa i de xàrter, i les activitats de recerca. Aquests efectes es produeixen a través de canvis en la temperatura del mar, l'oceanografia, l'acidificació dels oceans, la contaminació i la contaminació química, les deixalles marines, la contaminació lumínica, la contaminació per petroli i la presència i activitats humanes.

## Canvi climàtic
Es preveu que la productivitat de la superfície del mar canviï a causa dels canvis en la temperatura del mar com a resultat del canvi climàtic global continu, i els ocells marins són particularment vulnerables a aquest canvi. La temperatura del mar ha augmentat 0,7 °C entre 1910-1929 i 1989-2008, i les projeccions actuals estimen que la temperatura de l'oceà serà 1 °C més càlida el 2030.
F. g. grallaria figura entre els ocells més sensibles als efectes del canvi climàtic, especialment durant la cria. L'augment de la vulnerabilitat es deu al fet que la població és petita i localitzada, a la reproducció lenta i als patrons d'alimentació especialitzats. Es preveu que el canvi previst cap al sud en la distribució dels aliments afecti negativament els resultats reproductius. L'extinció local és una possibilitat real.

## Prioritats
Derivades d'una avaluació global dels ocells marins (2012), s'han recomanat les següents accions prioritàries:
- protecció formal i eficaç dels llocs, especialment per a les zones de cria de les Àrees Importants per al Ocells (AIA) i per a les zones d'alimentació i agregació dels AIA marins, com a part de les xarxes nacionals, regionals i globals d'Àrees Marines Protegides;
- eliminació d'espècies exòtiques invasores, especialment depredadores (es proporciona una llista de llocs prioritaris), com a part de les iniciatives de recuperació d'hàbitats i espècies; i
- reducció de les captures incidentals a nivells insignificants, com a part de la implementació integral d'enfocaments ecosistèmics per a la pesca.

## Taxonomia
El ocell de tempesta ventreblanc va ser descrit formalment el 1818 per l'ornitòleg francès Louis Pierre Vieillot. Va utilitzar el nom francès “Le pétrel échasse” i va encunyar el nom binomial Procellaria grallaria. El ocell de tempesta ventreblanc ara es col·loca al gènere Fregetta, que va ser introduït el 1855 pel naturalista francès Charles Lucien Bonaparte.
L'epítet específic grallaria prové del llatí modern «grallarius» que significa “camminador amb xanques”.
Es reconeixen quatre subespècies:
- F. g. grallaria (Vieillot, 1818) – oceà Pacífic occidental tropical, cria a l'illa de Lord Howe i les illes Kermadec.
- F. g. leucogaster (Gould, 1844) – oceà Atlàntic sud i oceà Índic sud, cria a Tristan da Cunha, l'illa de Gough, l'illa Saint-Paul i l'illa d'Amsterdam.
- F. g. segethi (Philippi & Landbeck, 1860) – sud-est de l'oceà Pacífic, criant a les illes Juan Fernández i les illes Desventuradas.
- F. g. titan (Murphy, 1928) – sud de l'oceà Pacífic, criant a l'illa de Pasqua.[4]

La subclassificació del gènere Fregetta s'ha descrit com a “provisional” a l'espera de l'aclariment d'estudis posteriors, en particular estudis genètics. El gran grau d'especiació observat entre els ocells de tempesta pot estar relacionat amb patrons de nidificació en illes remotes associats a tipus d'aigua específics.

## Població
Es reconeix que la qualitat de les dades en què es basen les estimacions de població és deficient i poc fiable. El 2004, Brookes va estimar que la població mundial de Fregetta grallaria era d'uns 300.000 exemplars, una població que es creu que probablement està en declivi com a resultat de les espècies invasores depredadores.
La població mundial de Fregetta grallaria grallaria s'estima en 2.500 parelles. S'estima que unes 1.000 parelles reproductores de Fregetta grallaria grallaria nien al grup d'illes Lord Howe, però ara estan extintes a l'illa principal. Les poblacions de Fregetta grallaria grallaria i Fregetta grallaria titan al Pacífic oriental s'han descrit com a "magres". El ocell de tempesta ventreblanc es considera rar a Nova Zelanda, amb uns 700 nidificants estimats.